# Puerto de Mazarrón
Puerto de Mazarrón es una localidad costera del municipio de Mazarrón, en la Región de Murcia, España, con una población de 11 776 habitantes (INE 2023).
Se sitúa en una llanura litoral que termina formando el Golfo de Mazarrón, el cual se halla limitado por los cabos Tiñoso y Cope, siendo uno de los enclaves turísticos de la denominada Costa Cálida.
Se encuentra entre 0 y 25 m sobre el nivel del mar y dista 70 km de la capital de la Región, Murcia.

## Historia

### Barcos fenicios

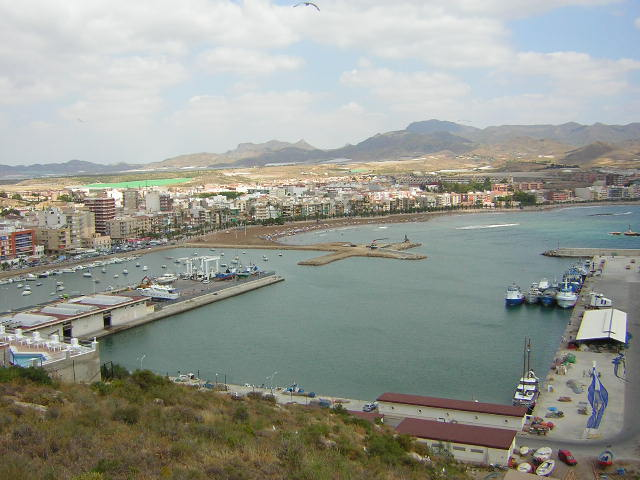
Puerto de Mazarrón

En el Puerto de Mazarrón se localizan dos barcos fenicios (concretamente, en la playa de la Isla), que fueron encontrados por casualidad durante la construcción de un puerto náutico que provocó el cambio de las corrientes marinas de la playa, dejando al descubierto la estructura de madera del primero de los dos barcos, el Mazarrón I, de más de 2500 años de antigüedad.
Años después se encontró otro barco mucho más grande (denominado Mazarrón II), de doce metros de eslora, el cual contiene numerosas piezas de artesanía fenicia. Este barco puede presumir de ser el barco antiguo más completo que se ha encontrado hasta el momento en todo el mundo.

### Punta de los Gavilanes
Es un conjunto arqueológico que se localiza en un promontorio situado entre las playas de Bahía y de La Pava. Contiene restos que van desde la primera mitad del II milenio antes de Cristo, con evidencias de la cultura del Argar, hasta el siglo III a. C., de clara influencia fenicia.

## Patrimonio

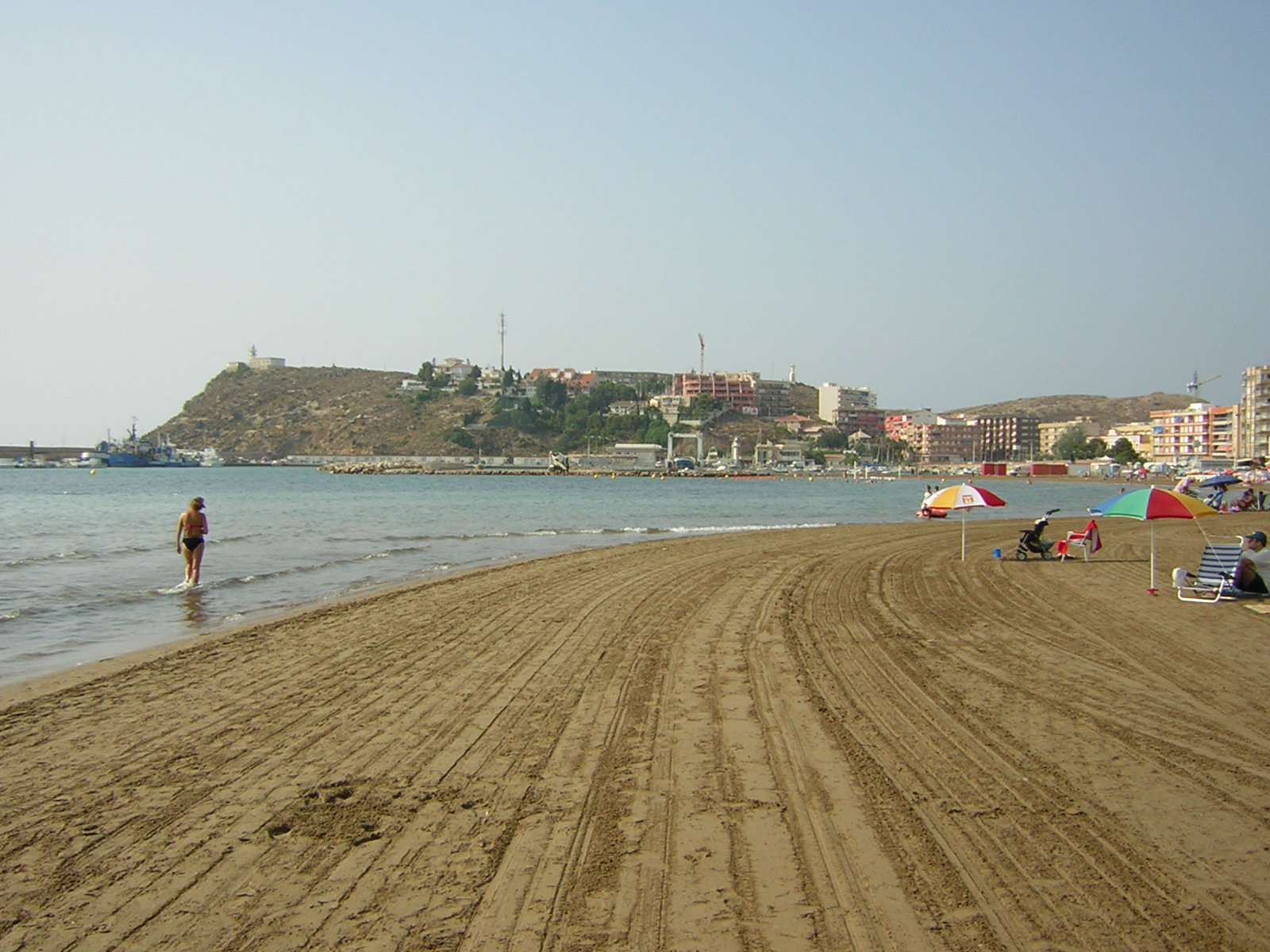
Playa del Puerto

- Casa romana de la Calle Era: Se trata de una vivienda tardorromana de los siglos IV y V d. C., encontrada en la calle Era, evidenciando la presencia romana en el actual emplazamiento del Puerto de Mazarrón.
- Centro de Interpretación del Barco Fenicio: Museo dedicado a los barcos fenicios de Mazarrón
- Torre de Santa Isabel: También recibe los nombres de Torre Vieja y Torre de la Cumbre. Se construyó ante la inseguridad reinante en la costa murciana durante la Baja Edad Media y la Edad Moderna como consecuencia de las incursiones de los piratas berberiscos.[2]

## Educación
En Puerto de Mazarrón existen cuatro centros de Primaria (colegio público Manuela Romero, colegio público Bahía, colegio público Miguel Delibes y colegio privado siglo XXI) y un instituto de secundaria (IES Antonio Hellín Costa).

## Deportes

### Clubes de deportes acuáticos
- Club de vela el contramaestre
- Club borealia
- CBS centro de buceo del sureste

### Clubes de Fútbol
- Club Deportivo Bala Azul

### Clubes de fútbol sala
- C.D. Fenicia
- C.D. Puerto de Mazarrón